# هال بيكر
هال بيكر (بالإنجليزية: Hal Becker)‏ هو شخصية أعمال أمريكي، ولد في 1954.